# Oilinyphia peculiaris
Oilinyphia peculiaris är en spindelart som beskrevs av Ono och Saito 1989. Oilinyphia peculiaris ingår i släktet Oilinyphia och familjen täckvävarspindlar. Inga underarter finns listade i Catalogue of Life.